# Propiromorpha
Propiromorpha is een geslacht van vlinders uit de familie van de Tortricidae (Bladrollers). Het geslacht werd voor het eerst wetenschappelijk beschreven door Obraztsov in 1955.

## Soorten
Het genus bevat de volgende soort:

- Propiromorpha rhodophana Herrich-Schäffer, 1849